# Guémoukouraba
Guémoukouraba è un comune rurale del Mali facente parte del circondario di Kita, nella regione di Kayes.
Il comune è composto da 5 nuclei abitati:
- Dionfa
- Guémoucouraba
- Guéssebiné
- Moutan Kakolo
- Sakora